# 費爾凱塞杜古

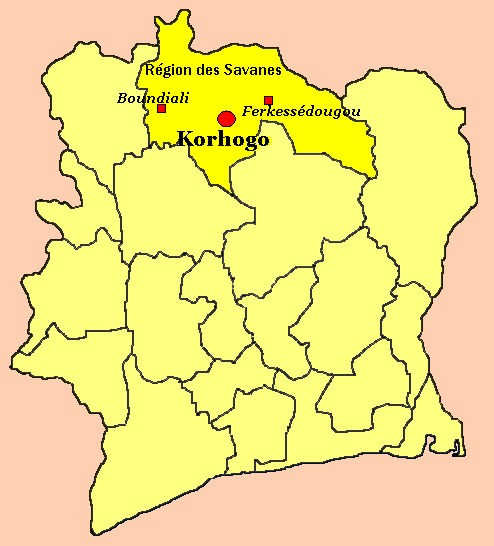

費爾凱塞杜古（英語：Ferkessédougou）是西非國家科特迪瓦的城鎮，由薩瓦納區負責管轄，位於該國北部，毗鄰科莫埃國家公園，海拔高度316米，主要經濟活動是農業，農產品有棉花和甘蔗，鎮上有市集、學校、醫院和機場設施，2007年人口估計約65,575。

## 外部連結
- MSN Map[永久]

09°36′N 05°12′W / 9.600°N 5.200°W